# Riley Salmon
Riley Salmon (Amarillo, 2 de julho de 1976) é um jogador de voleibol dos Estados Unidos. Disputou duas edições de Jogos Olímpicos, em Atenas 2004 e Pequim 2008, onde na segunda participação ajudou a equipe a conquistar a medalha de ouro. Disputou a Superliga brasileira na temporada 2009–10 pela equipe do Minas Tênis Clube.

## Carreira
Salmon iniciou sua carreira como jogador de voleibol na Pierce College, de Los Angeles, entre os anos de 1994 e 1996. Em 2001 já jogava no PAOK, da Grécia, e integrou pela primeira vez a equipe nacional. Após obter a vaga na qualificatória da NORCECA, em Porto Rico, Salmon participou pela primeira vez dos Jogos Olímpicos em 2004 onde a equipe finalizou na quarta colocação geral. No ano seguinte conquistou a medalha de prata na Copa dos Campeões, perdendo apenas a para o Brasil, campeões olímpicos de 2004. Ainda em 2005 foi eleito o "melhor sacador" do Campeonato da NORCECA e o jogador mais valioso (MVP) do torneio qualificatório para o Campeonato Mundial de 2006. Em 2008 conquistou a medalha de ouro nos Jogos Olípicos de Pequim e a primeira conquista da Liga Mundial no Brasil.
Em julho de 2009, Salmon foi suspenso por quatro meses pela Federação Internacional de Voleibol após ser pego em um exame antidoping pela substância hidroclorotiazida. No entanto a FIVB considerou que o uso não foi intencional (era para controle de hipertensão) e Salmon escapou de uma punição maior.
Em setembro assinou contrato com o Minas Tênis Clube para jogar na Superliga ao lado dos campeões olímpicos brasileiros André Nascimento e André Heller.